# Brunó Ferenc Straub
Brunó Ferenc Straub (Nagyvárad, 5 gennaio 1914 – Budapest, 15 febbraio 1996) è stato un biochimico e politico ungherese, presidente dell'Ungheria dal 29 giugno 1988 al 18 ottobre 1989.
Dopo essersi laureato in biochimica ed esser stato assistente di Albert Szent-Györgyi all'Università di Seghedino, lavorò a Cambridge e scoprì l'actina.